# تشابيل باتشيلور
تشابيل باتشيلور (بالإنجليزية: Chappell Batchelor)‏ (1 يوليو 1822 - 1884) هو لاعب كريكت بريطاني (وحمل سابقاً جنسية المملكة المتحدة لبريطانيا العظمى وأيرلندا).